# Ausonia Montes
Gli Ausonia Montes sono una formazione geologica della superficie di Marte.
Prendono il nome dall'Ausonia, la regione abitata dall'antico popolo degli ausoni, il cui nome fu poi usato poeticamente per indicare l'intera Italia.